# از سعدی تا آراگون
از سعدی تا آراگون (تأثیر ادبیات فارسی در ادبیات فرانسه) کتابی از جواد حدیدی است که در سال ۱۳۷۳ منتشر و در مراسم کتاب سال جمهوری اسلامی ایران به‌عنوان کتاب برگزیده معرفی شد.